# Епитафи Милутиновићима на гробљу Врањача у Ртарима
Епитафи Милутиновићима на гробљу Врањача у Ртарима представљају вредна епиграфска и фамилијарна сведочанства преписана са старих надгробних споменика у доњодрагачевском селу Ртари, Oпштина Лучани.
Милутиновића више нема у Ртарима.  Били су потомци старе ртарске фамилије Јелисијевића и један род са Радичевићима, Танасијевићима и Обрадовићима. Славили су Стевањдан.
Милутиновићи су презиме добили по Милутину (Жуњу) Јелесијевићу. Милутин је имао два сина - Павла који је имао ћерке Станику и Станију и Вучића, који је имао сина Јована. Последњи мушки изданци Милутиновића били су Владимир (†1914) и Филип (†1906). У њиховим кућама живи део Радичевића.
Споменик Станки Милутиновић (†1868)
СТАНКА
невеста кћер Михаила Недовића
поживи 28 г.
умрла лета 1868
(супруга Павла Милутиновића)

Споменик деци Филипа Милутиновића
Овде почивају два неачка сина
Филипа Милутиновића
ВИТОМИР
од 4 год. умро 8 јануара 1896
ДРАГУТИН
од 2 г. умро 13 маја исте године
Овде Драгутин
а са десне стране свога брата.
Спомен подигоше им отац
и чича В.

Споменик Филипу Милутиновићу (†1906)
Овде почивају земни остатци
ФИЛИПА Милутиновића из Ртара
бивш. војника у рату против турака
за ослобођење и независност
и добивене краљевине
а Владе књаза Милана Обреновића 4-тог
Поживи 60 год
А умре 6. децембра 1906 год…
(текст даље оштећен)

Споменик Милици Милутиновић (†1911)
Овде почива раба божја
МИЛИЦА
жена Вилимана Милутиновића.
Пож. 60 год
Умрла 5 маја 1911 г
Овај спомен подигоше јој њени укућани
зет Новица и девер Влајко

Споменик Владимиру Радичевићу-Милутиновићу (†1914)
Овде почива упокојени раб Божи
ВЛАДИМИР Радичевић Милутиновић из Ртара.
Поживи 60 год
А умре 14 јуна 1914 gод.
Бог да му душу прости
Спомен подигоше му супруга Јела
и зет Новица Радичевић
Са леве стране свог оца
МИЉКА од 2 год
Умре 1900 године

Споменик Јели Милутиновић (†1936)
ЈЕЛА Милутиновић
1856-1936
Спомен подиже унук Милован Радичевић
са породицом